# 高向鵬
高向鵬（1955年12月6日—2022年10月4日），本名潘連生，臺語流行音樂歌手，出生於臺灣台東縣長濱鄉樟原部落。高向鵬與方怡萍發行多張男女對唱專輯，兩人在1997年第8屆金曲獎以歌曲〈福氣啦〉獲得最佳演唱組合獎。

## 生平
高向鵬本名潘連生，1955年12月6日出生於台東縣長濱鄉樟原部落，從小喜歡唱歌、跳舞、演戲。一度為住在員林的王姓夫妻領養，將他改名王金垂，後認祖歸宗改回原名。入伍服役時，開始接觸樂器，在一位同袍指導下學習手風琴。退伍後，在酒家那卡西樂隊擔任樂師，1983年因機緣進入大千唱片，發行他的第一張臺語專輯《浪子的鎖鍊》，進入歌壇。高向鵬因欣賞獲得1980年金馬獎最佳男配角的向雲鵬，發行唱片時自取藝名「高向鵬」。後大千唱片負責人因罪入獄，將高向鵬合約轉給藍天唱片，發行第二張專輯《浪子心聲淚》，與藍天唱片合約到期後，1989年與豪記唱片簽約。
高向鵬加入豪記唱片後，與負責人毛遂自薦他與方怡萍聲線比較合。1991年高向鵬和方怡萍發行第一張對唱專輯《情歌對唱》，翻唱龍千玉同年發行專輯的〈第三杯酒〉等臺語歌曲，獲得好評。後續高向鵬與方怡萍合作推出多張合作專輯，並在1997年以歌曲〈福氣啦〉獲得第8屆金曲獎最佳演唱組合獎。1996年方怡萍離開豪記唱片，高向鵬陸續與傅振輝、方瑞娥合作發行對唱專輯。2009年方怡萍回歸豪記唱片，高向鵬再與方怡萍推出對唱專輯《尚美的夢》、《情深比天老》。2013年高向鵬與豪記唱片合約期滿，2014年與欣代唱片簽約。
2021年10月15日高向鵬在返家途中過馬路時不小心跌倒昏迷，緊急送醫救治，腦部缺氧住進加護病房，之後昏迷不醒，於隔年10月4日離世，由其經紀人巴瀝史演藝經紀公司執行長林祖兒證實此噩耗。高向鵬於2021年10月13日於Facebook「高向鵬粉絲團」貼文，提到由於疫情趨緩終於可以登台演出，卻因為版權問題，無法演唱自己的歌曲，著實感到很遺憾。此成為他生前最後一篇貼文。

## 音樂作品

### 與方怡萍對唱專輯
| 專輯名稱                  | 唱片公司 | 發行日期      | 曲目 |
| 《台日語專輯1》           | 豪記唱片 | 1992年        | 曲目 1. 愛情戯 2. 雲中月 3. 鄉愁 4. 舞池 5. 愛的終點站 6. 永遠的等待 7. 阿娜答 8. 烘爐茶古 9. 心中鎖 10. 寂寞的心情 11. 不甘甲你分開 12. 期待                                         |
| 《情歌對唱1心掛意無路用》 | 豪記唱片 | 1992年        | 曲目 1. 心掛意無路用 2. 往事甭提起 3. 六月風颱七月水災 4. 懷念的人 5. 香港戀情 6. 基隆山之戀 7. 第三杯酒 8. 成功一定是咱的 9. 情的鎖愛的磨 10. 無緣做鴛鴦 11. 心所愛的人 12. 再見南國 |
| 《台日語專輯2》           | 豪記唱片 | 1993年        | 曲目 1. 連杯酒 2. 帶子郎 3. 酷行 4. 愛你這呢深 5. 關東春雨傘 6. 少女的心聲 7. 愛情這條路 8. 花心 9. 茫茫到深更 10. 夜半月亮 11. 望月想愛人 12. 黑玫瑰                                 |
| 《情歌對唱2緣份》         | 豪記唱片 | 1993年        | 曲目 1. 緣份 2. 悲戀夢 3. 雪中紅 4. 免憂愁 5. 深深的戀情 6. 無情的電影票 7. 一陣雨 8. 針線情 9. 相思雨 10. 回鄉的我 11. 探君情淚 12. 不如甭相識                                       |
| 《情歌對唱3錯誤》         | 豪記唱片 | 1993年        | 曲目 1. 錯誤 2. 永遠的最愛 3. 半邊月 4. 誰人甲我比 5. 愛你無惜代價 6. 流浪的歌聲 7. 斷線的吉他 8. 一陣暴風雨 9. 文雅灣梭羅 10. 大家來聽故事 11. 寂寞的晚瞑 12. 無緣的愛               |
| 《情歌對唱4甭說傷心話》   | 豪記唱片 | 1994年        | 曲目 1. 甭講傷心話 2. 野鳥 3. 可憐戀花再會吧 4. 雙叉路口 5. 酒後的心聲 6. 祝福 7. 用心等待你 8. 偷偷愛著你 9. 雙人枕頭 10. 一生只愛你一人 11. 西牛望月 12. 你是我的生命               |
| 《情歌對唱5傷痕》         | 豪記唱片 | 1994年        | 曲目 1. 傷痕 2. 傷心酒店 3. 車站 4. 感情放一邊 5. 有影無 6. 酒醉黑白話 7. 舊情也綿綿 8. 見面三分情 9. 自然就是美 10. 老兄行酒樓 11. 東京韻頭 12. 港邊送別                             |
| 《情歌對唱6緣未了》       | 豪記唱片 | 1994年        | 曲目 1. 緣未了 2. 早日倒返來 3. 倆相好 4. 望郎早歸 5. 春宵舞伴 6. 媽媽歌星 7. 永遠來作伴 8. 情願 9. 是你辜負我 10. 野玫瑰 11. 酒場情話 12. 港口情歌                                   |
| 《台日語專輯3》           | 豪記唱片 | 1995年        | 曲目 1. 福氣啦 2. 歡喜迺夜市 3. 素蘭小姐 4. 甭賭氣 5. 嫁粧 6. 傷過心的人 7. 回心轉意 8. 黃昏的故鄉 9. 浪漫的青春 10. 祕密情人 11. 絕情雨 12. 台北雨夜情                               |
| 《情歌對唱7牽手》         | 豪記唱片 | 1995年        | 曲目 1. 牽手 2. 愛你一世人 3. 煙酒 4. 絕情夢 5. 錯誤 6. 少女的心聲 7. 早日相逢 8. 姐妹 9. 我甘願為你吃苦 10. 愛愈長傷愈深 11. 緣份 12. 緣未了                                         |
| 《尚美的夢》              | 豪記唱片 | 2011年6月28日 | 曲目 1. 尚美的夢 2. 再世情 3. 愛互相 4. 情難了 5. 看破啦 6. 甲治的 7. 愛情橋 8. 愛的人 9. 愛情旅途 10. 心滿意足                                                                       |
| 《情深比天老》            | 豪記唱片 | 2012年4月25日 | 曲目 1. 情深比天老 2. 故鄉的愛 3. 江山美人 4. 牽掛 5. 今生只為你 6. 愛的堅持 7. 落花淚 8. 初逢 9. 甘講你不知 10. 醒來吧！我的愛                                                       |

### 與傅振輝對唱專輯
| 專輯名稱       | 唱片公司 | 發行日期  | 曲目 |
| 《大頭仔兄弟》 | 豪記唱片 | 1999年3月 | 曲目 1. 大頭仔兄弟 2. 酒伴 3. 傷感情 4. 江湖兄弟 5. 眞快樂 6. 祝福 7. 手足 8. 斷魂嶺鐘聲涙 9. 𨑨迌人的目屎 10. 你是我的兄弟                                 |
| 《大廟口》     | 豪記唱片 | 2000年1月 | 曲目 1. 大廟口 2. 一粒月亮二粒星（ft.邱淑君） 3. 人生甭計較 4. 夜夜春宵 5. 安童哥買菜 6. 大悲咒 7. 大小仙 8. 都馬調 9. 燒酒扞來開 10. 桃花過渡（ft.邱淑君） |
| 《換帖》       | 豪記唱片 | 2001年1月 | 曲目 1. 換帖 2. 奮鬥 3. 醉俠 4. 愛的選擇（ft.邱淑君） 5. 情海 6. 一頂眠床兩粒心 7. 朋友！聽我講 8. 愛到心痛 9. 牽掛 10. 後會有期（ft.邱淑君）               |

### 與方瑞娥對唱專輯
| 專輯名稱       | 唱片公司 | 發行日期   | 曲目 |
| 《世間人》     | 豪記唱片 | 2004年4月  | 曲目 1. 世間人 2. 一生情一世愛 3. 保重 4. 唱歌也飲酒 5. 無奈 6. 無人會凍代替你（方瑞娥獨唱） 7. 夢都市 8. 漂泊的風度 9. 心愛只有你 10. 雙人影 11. 敬愛一杯 12. 一生袂分離 13. 愛無分寸（高向鵬獨唱） 14. 永遠祝福你 |
| 《世間事》     | 豪記唱片 | 2005年8月  | 曲目 1. 相逢 2. 世間事 3. 愛你的代價 4. 紅甲黑 5. 送作堆 6. 情份 7. 心碎的聲 8. 日月情 9. 天安排 10. 回頭 11. 不管天地變啥款 12. 無緣的人                                                                           |
| 《愛你祙變心》 | 豪記唱片 | 2006年11月 | 曲目 1. 愛你祙變心 2. 大家攏治這 3. 人生路 4. 心愛的 5. 一張相片 6. 錢四腳人兩腳 7. 尚深的記憶 8. 日想夜夢年年等 9. 註定的愛 10. 看破 11. 情淚 12. 是你太無情（方瑞娥獨唱）                                         |

### 個人專輯
| 專輯名稱       | 唱片公司 | 發行日期       | 曲目 |
| 《浪子的鎖鍊》 | 大千唱片 | 1983年         | |
| 《浪子心聲淚》 | 藍天唱片 | 1985年2月      | 曲目 1. 浪子心声泪 2. 错误的爱 3. 流浪之歌 4. 春风歌声 5. 夜半琴诗 6. 行船人的爱 7. 漂泊男子汉 8. 何必心重要 9. 亲情父母爱 10. 温泉乡的流浪儿 11. 请你甭生气 12. 怎样信赖你 |
| 《衝》         | 藍天唱片 | 1986年         | 曲目 1. 衝 2. 兄弟情 3. 啊 ! 我茫仔 4. 人生的鎖鍊 5. 無緣的再會 6. 再見南國 7. 無情夢 8. 千年萬年思念你 9. 為著你我 10. 做伙愛坦白 11. 港町13番地 12. 哀愁火車站 |
| 《內行人》     | 藍天唱片 | 1987年         | 曲目 1. 心中鎖 2. 內行人 3. 初戀的所在 4. 愛擱等三年 5. 決心 6. 傷心酒 7. 萬善爺 8. 把握時機 9. 新婚旅行 10. 正義者 11. 志氣 12. 白色的太陽 |
| 《白金十字鍊》 | 藍天唱片 | 1988年         | 曲目 1. 白金十字鍊 2. 双雁影 3. 故鄉的月 4. 為著將來 5. 關心你一人 6. 夢中的晚暝 7. 愛你不敢講 8. 漂浪之女 9. 落葉時雨 10. 阮嘛想要做好子 11. 阿郎與彬彬 12. 望月想愛人 |
| 《望你作伴》   | 豪記唱片 | 1998年8月      | 曲目 1. 望你作伴 2. 討海捉漁人（ft.許巧盈） 3. 渡船人 4. 重新出發 5. 浪子的鎖鏈 6. 英雄夢（ft.傅振輝） 7. 挑戰 8. 了解（ft.方怡萍） 9. 嘉慶君遊台灣 10. 白金十字鍊 |
| 《人生甭計較》 | 豪記唱片 | 1999年8月      | 曲目 1. 人生甭計較 2. 夜夜春宵 3. 燒酒扞來開 4. 望你作伙 5. 渡船人 6. 大頭仔兄弟（ft.傅振輝） 7. 你是我的兄弟（ft.傅振輝） 8. 馬拉桑 9. 一世情人 10. 金色太陽 |
| 《出外人生》   | 豪記唱片 | 2007年4月25日  | 曲目 1. 出外人生 2. 世間人（ft.方瑞娥） 3. 世間情（ft.方瑞娥） 4. 一生情一世愛（ft.方瑞娥） 5. 相逢（ft.方瑞娥） 6. 福氣啦（ft.方怡萍） 7. 連杯酒（ft.方怡萍） 8. 牽手（ft.方怡萍） 9. 緣分（ft.方怡萍） 10. 白髮情（ft.方瑞娥） 11. 心路（ft.方瑞娥） 12. 放袂落的愛                            |
| 《問世間》     | 豪記唱片 | 2008年3月4日   | 曲目 1. 攏是為你啦 2. 問世間（ft.張蓉蓉） 3. 錯亂（ft.龍千玉） 4. 黃昏（ft.方瑞娥） 5. 情綿綿（ft.張蓉蓉） 6. 想錢想甲要起肖 7. 心所愛 8. 作夢嘛會笑 9. 查某人的心（ft.龍千玉） 10. 出外人生 |
| 《扶持》       | 豪記唱片 | 2010年7月27日  | 曲目 1. 人甲人 2. 扶持（ft.林良歡、唐儷） 3. 月圓（ft.林良歡、唐儷） 4. 溫柔（ft.林良歡、唐儷） 5. 紅塵緣（ft.林良歡、唐儷） 6. 愛的歌詩（ft.林良歡、唐儷） 7. 我乎你靠（ft.林良歡、唐儷） 8. 心愛請保重（ft.林良歡、唐儷） 9. 永遠伴相隨（ft.林良歡、唐儷） 10. 無條件的愛情（ft.林良歡、唐儷） |
| 《真心換酷刑》 | 欣代唱片 | 2014年5月28日  | 曲目 1. 真心換酷刑 2. 永遠愛妳（ft.鄭琇月） 3. 伴酒 4. 花蝶戀（ft.鄭琇月） 5. 大阪的情人 6. 再會啦戀花 7. 人生的命運 8. 一切攏是假 9. 等愛的人 10. 夜夜心碎 |
| 《出外的英雄》 | 欣代唱片 | 2015年12月15日 | 曲目 1. 出外的英雄 2. 愛恨攏是苦 3. 嘿皮波斯爹乾杯（ft.簡美雀） 4. 三號碼頭（ft.林雅婷） 5. 憨人 6. 情海玫瑰 7. 好聚好散 8. 問你的心（ft.簡美雀、林雅婷） 9. 愛到最後 10. 愛著負心人 |
| 《出外条条难》 | 欣代唱片 | 2017年9月22日  | 曲目 1. 出外条条难 2. 雨中情绵绵 (vs. 邓泳家) 3. 皇帝命 (vs. 陈文湿) 4. 白云我问你 5. 沉重的负担 (vs. 邓泳家) 6. 情煞是无非 7. 沙唷娜拉 8. 心痴迷 9. 自由人生 10. 思念的开始 |
| 《對手》       | 欣代唱片 | 2018年11月29日 | 曲目 1. 重逢東海岸 2. 對手 3. 兄弟挺到底 4. 銀河情歌 5. 痴情痴情 6. 一眼說出 7. 只有讓步 8. 我的心真痛 9. 紅心 10. 掩饰 (国语) |
| 《痴心愛著你》 | 欣代唱片 | 2020年4月22日  | 曲目 1. 痴心愛著你 2. 歌壇情伴（ft.方怡萍） 3. 命運戀歌 4. 幸福夜快車（ft.方怡萍） 5. 小百合 6. 大兄 7. 一句我愛你 8. 墜情網 9. 憂愁十五暝 10. 行船的好男兒 |

## 獎項

### 金曲獎
| 年份   | 獲提名                  | 獎項                      | 結果 |
| ------ | ----------------------- | ------------------------- | ---- |
| 1997年 | 〈福氣啦〉（ft.方怡萍） | 第8屆金曲獎最佳演唱組合獎 | 獲獎 |

## 外部連結
- 高向鵬粉絲團的Facebook專頁
- YouTube上的噶瑪蘭的青年(高向鵬)─噶瑪蘭語